# Ricardo J. Vicent Museros
Ricardo J. Vicent Museros (Turís, 22 de agosto de 1938-23 de febrero de 2019) fue un impresor y editor español. Tras sus estudios en Alemania volvió a Valencia con nuevos métodos de trabajo, publicidad y marketing gráficos. Fundó el «Museo Nacional de la Imprenta y la Obra Gráfica», sito en El Puig de Santa María (Valencia, España). Promovió el hermanamiento entre las ciudades de Valencia y Maguncia (Alemania). La «Sociedad Internacional Gutenberg» le otorgó en 1992 el «Premio Gutenberg». En 2003 recibió del Gobierno de Alemania la «Cruz al Mérito Civil», en respuesta a su trabajo por las relaciones culturales entre España y Alemania. 

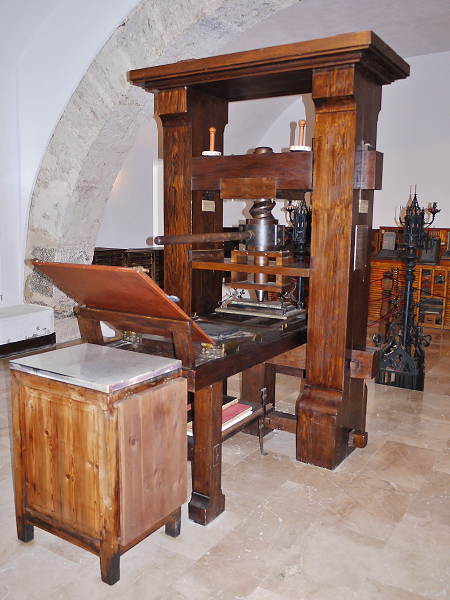
Réplica de la Prensa de Gutenberg conservada en el Museo de la Imprenta de El Puig (Valencia, España).

## Biografía
Hijo de Ricardo Vicent Carbonell y de Concepción Museros Rodes, estudió en la Alianza Francesa y en el Colegio de los PP. Dominicos de Valencia. Realizó Peritaje Mercantil en la Escuela de Comercio de Valencia. Entre 1956 y 1959 estudió en Alemania, donde se graduó como técnico en reproducción fotomecánica («Klimsch-Repro-Studio». Frankfurt) e hizo prácticas en distintas fábricas de la industria gráfica del país.
Es la cuarta generación de una familia de impresores que inició su andadura en torno al año 1860 en Castellón (España), donde se formó en todas las técnicas impresoras con sus tíos Francisco y José Segarra («Imprenta Segarra», calle del Medio, 53). 
Siguiendo con la tradición familiar, su padre, Ricardo Vicent Carbonell, fundó una imprenta en Valencia, en la calle Salamanca 62, en 1941 («Gráficas Vicent»). Ricardo J. Vicent heredó el taller y creó posteriormente las empresas: «Vicent García Editores», «DFC Publicidad», «Asociación de Coleccionistas de Arte», «Publicaciones Gráficas» y «Gravisa».
En la litografía de su residencia, en El Puig de Santa María, realizó obra gráfica original para artistas de su época como: Adami, Alfaro, Arcas, Arroyo, María Girona, Lozano, Conrado Meseguer, Michavila, Toni Miró, Hernández Mompó, Ortuño, Sacramento, Eusebio Sempere, Soria, Tapies...
Se retiró de la actividad profesional de sus empresas gráficas en 1995 a causa de una enfermedad. Falleció a los ochenta años al no superar la enfermedad que padeció durante los últimos meses. Su sepelio se celebró en la intimidad familiar. El 27 de febrero se celebró su funeral en el Monasterio de El Puig, pueblo al que se sentía especialmente vinculado. De hecho vivía allí y a El Puig donó numerosas esculturas que pueden disfrutarse en sus calles y plazas.
Estaba casado con Amparo García Monserrat, con la que tuvo cuatro hijos: Ricardo, Ana, Pablo y Amparo.

## Hermanamiento entre Valencia y Maguncia
A consecuencia de sus contactos culturales con Alemania y la actividad profesional, en 1977 promovió el hermanamiento entre las ciudades de Maguncia (Alemania) y Valencia (España), tomando como referencia el nacimiento de la imprenta: Maguncia, donde se imprimió la Biblia de Gutenberg o Biblia de 42 líneas, el libro clave de la imprenta de tipos móviles (taller de Gutenberg, Maguncia, 1454); y Valencia, donde vio la luz la primera obra literaria impresa en España, Obres o trobes en lahors de la Verge Maria (por Bernat Fenollar y otros, en el taller de Lambert Palmart, Valencia, 1474).

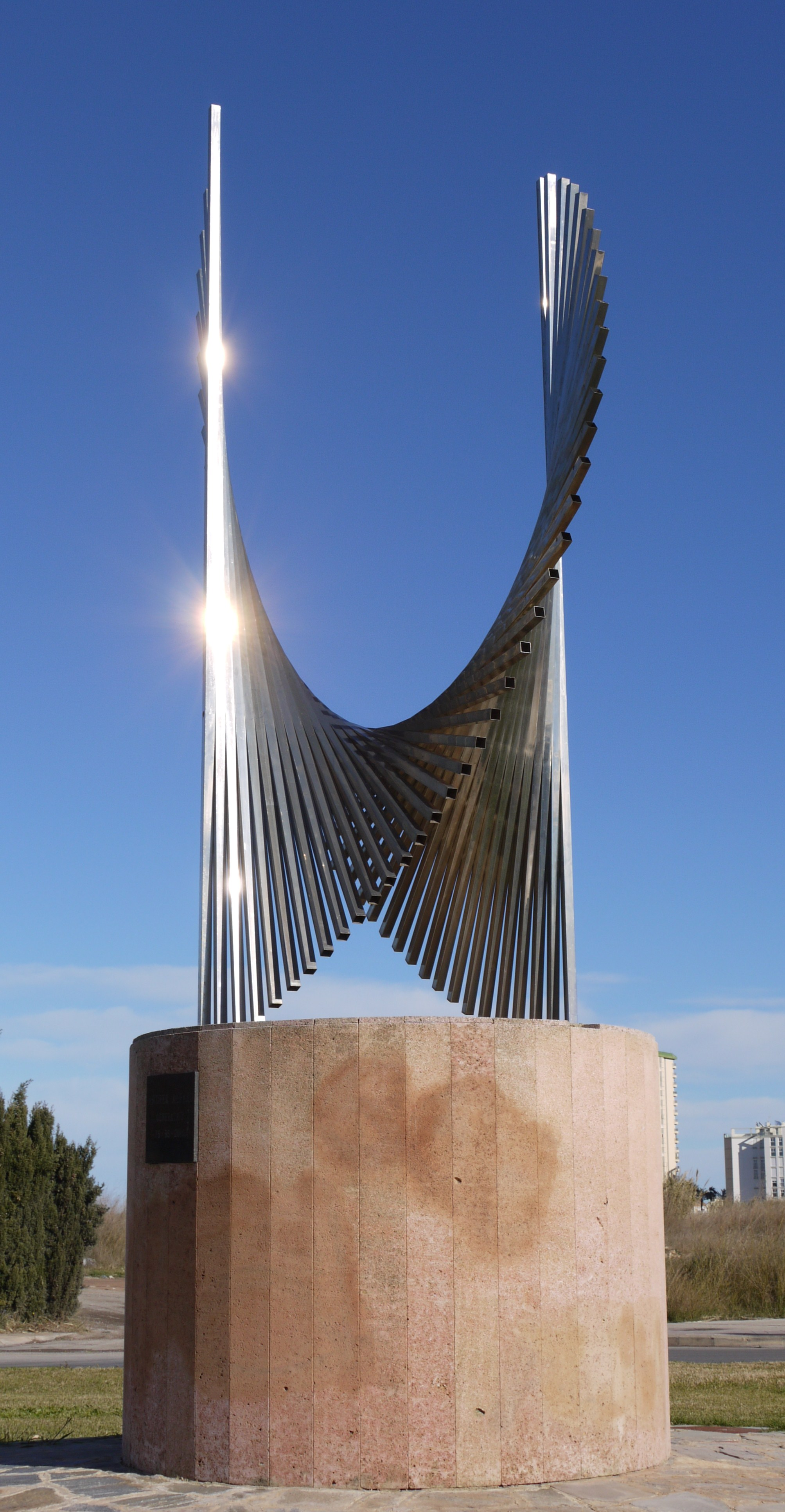
"Un nou día", escultura de Andreu Alfaro. 1974. En El Puig de Santa María (Valencia, España).

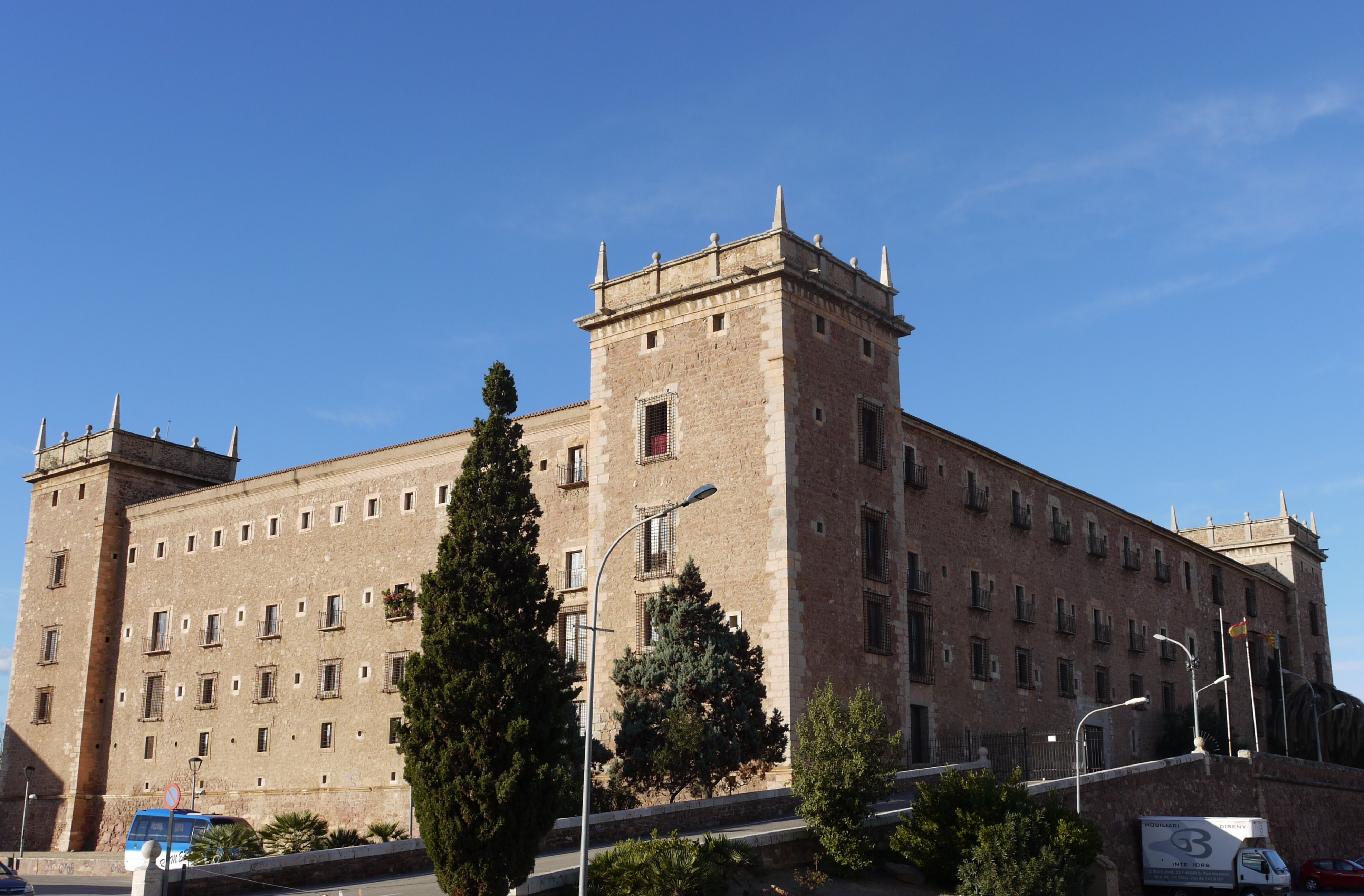
Vista del Real Monasterio de Santa María del Puig (Valencia, España), donde se ubica el Museo de la Imprenta.

## Museo Nacional de la Imprenta y de la Obra Gráfica y El Puig
Su contacto con el «Museo Gutenberg» de Maguncia (Alemania), creado por la «Sociedad Internacional Gutenberg», le lleva a fundar en Valencia el «Museo Nacional de la Imprenta y la Obra Gráfica» en 1987. Gracias a la colaboración de la Orden de la Merced, propietaria del monasterio mercedario de Santa María del Puig, situó el museo en el edificio. Recibió la ayuda del sector gráfico valenciano y español, en especial: José Huguet («Archivo Huguet», Valencia) y Gonzalo Sales («Farinetti», Valencia). El museo lo formó con antiguas máquinas de imprimir y elementos relacionados con la edición, el grabado y el libro, guardados por su familia de impresores durante decenios, con aportaciones recibidas desde toda España y con adquisiciones para cubrir las faltas relevantes. En 2000 dona el museo a la Generalidad Valenciana.
Su afecto al pueblo de El Puig de Santa María, donde se sitúa el Museo de la Imprenta, le impulsa, durante su relación con la población, a entregar paulatinamente al municipio once esculturas que pueden visitarse en sus plazas y calles.

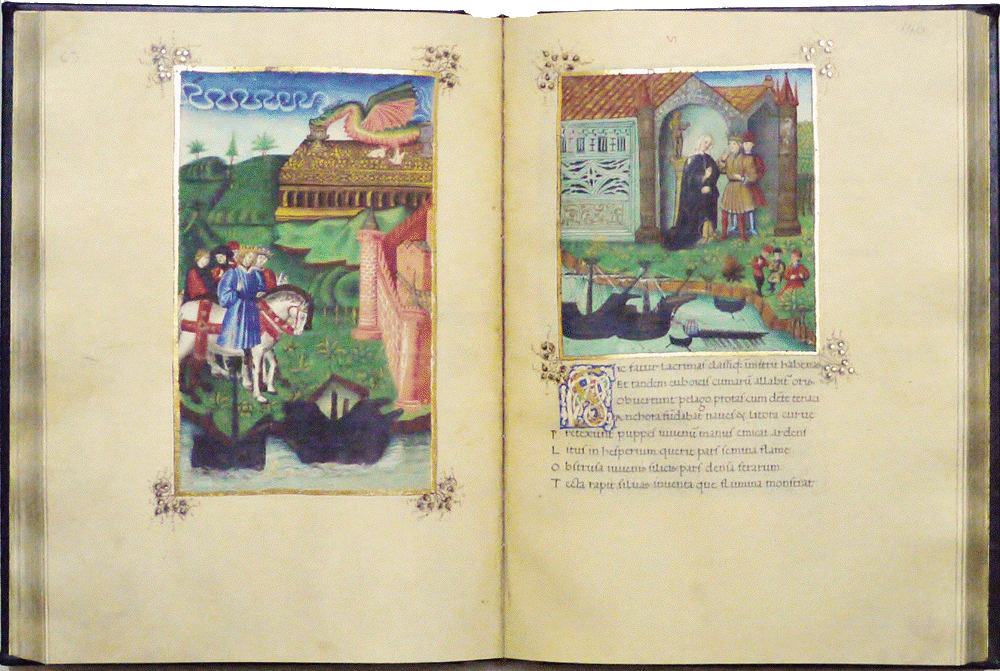
Bucólicas, Geórgicas y Eneida, de Virgilio. Facsímil del códice ms. 837 de la Universitat de València.

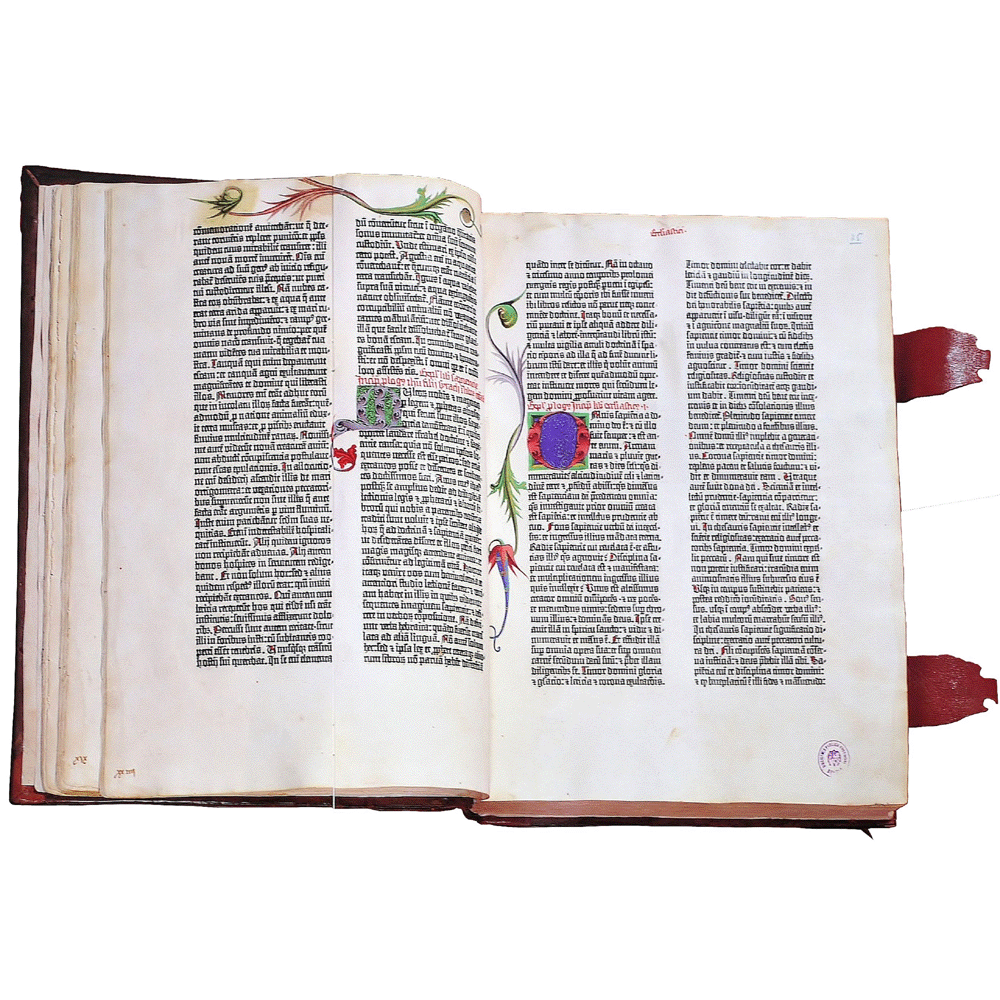
Biblia Gutenberg o de 42 líneas. Maguncia, 1454. Facsímil de la Biblia de Gutenberg de Burgos.

## Vicent García Editores
Creó Vicent García Editores en 1974. El sello editó numerosos facsímiles de tirada limitada y numerada de manuscritos, incunables y libros antiguos, así como enciclopedias de temática cultural valenciana. 

### Facsímiles de códices
De los facsímiles de manuscritos iluminados editados por Vicent García Editores se pueden destacar: Un curioso códice con forma de corazón Chansonnier de Jean de Montchenu o Chansonnier Cordiforme (ms. Rothschild 2937 Bibliothèque nationale de France); o el códice napolitano Bucólicas, Geórgicas y Eneida de Virgilio (ms. 837, Biblioteca Histórica de la Universitat de València).

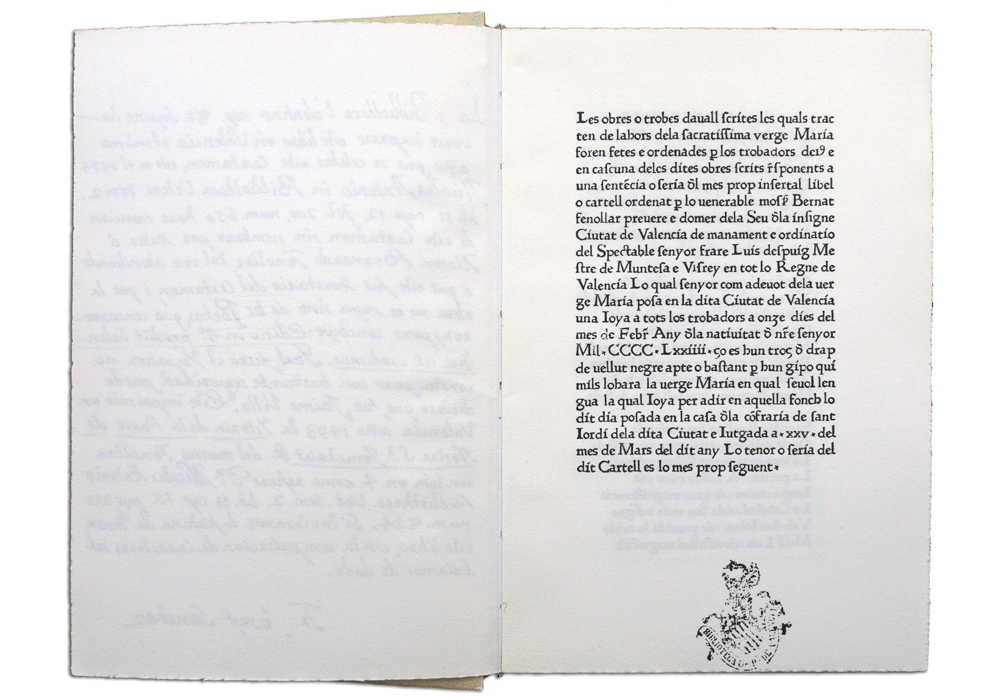
Obres o trobes e lahors de la Verge Maria. Valencia, 1474. Facsímil de la primera obra literaria impresa en España.

### Facsímiles de libros impresos antiguos: Incunables y antiguos
En esta categoría de libros es muy relevante la edición facsímil de la Biblia de 42 líneas, realizada por Gutenberg (1454) con tipos móviles. El ejemplar elegido para la reproducción fue el que se encuentra en la Biblioteca Pública del Estado, en Burgos.
Bajo su sello editorial, creó la «Sociedad Internacional de Bibliofilia Club Konrad Haebler», que ha publicado una colección de facsímiles de incunables y libros antiguos de autores y temáticas variadas que en el Renacimiento comenzaban su divulgación a través de la imprenta, tal y como se observa en algunos de sus títulos: 
- Obres o trobes en lahors de la Verge Maria de Bernat Fenollar y otros,
- Gramática castellana de Nebrija,
- Liber chronicarum de Schedel,
- Viaje a la Tierra Sancta de Breidenbach,
- Mujeres ilustres de Boccaccio,
- Libro primero de la architectura de Paladio,
- Hypnerotomachia Poliphili de Franciscus Columna,
- Tragicomedia de Calisto y Melibea de Fernando de Rojas,
- Los cuatro libros de la guerra de Sexto Julio Frontino (Strategematicon),
- Meditationes de Torquemada,
- Poeticon astronomicon de Higinio,
- Historia de yervas y plantas de Fuchs,
- Divina proportione de Pacioli,
- Suma aritmética de Andrés,
- Historia de la composición del cuerpo humano de Juan Valverde de Amusco,
- Breve compendio de la sphera de Cortés,
- Origen de la caza de Mateos,
- Ejercicios de la gineta de Tapia y Salcedo,
- Libro de guisados de Ruperto de Nola,
- De le meravegliose cose del mondo de Marco Polo.

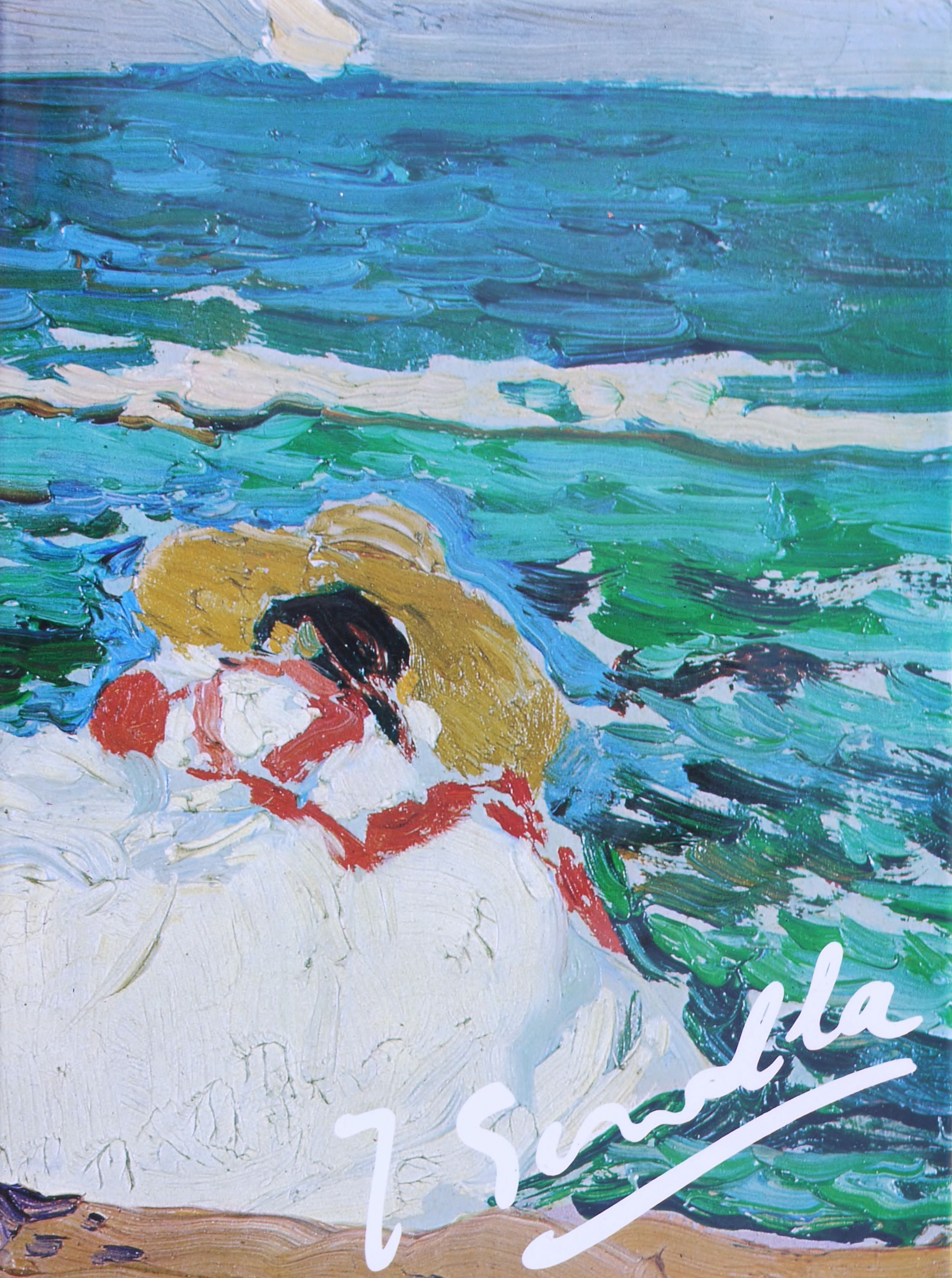
Sorolla, por Trinidad Simó Terol

### Ediciones de temática valenciana
Publicó una biblioteca dedicada a la Comunidad Valenciana (Alicante, Castellón y Valencia), dando a conocer su historia, costumbres y artistas, con el objetivo de promover el estudio universitario y la divulgación de estos temas. Las principales colecciones son: 
- Nuestras tierras (9 vol.).
- «Temática valenciana»: Nuestras fiestas, Nuestros vinos, Nostres menjars, Nuestras monedas, Nuestras hierbas.
- «Nuestros museos»: Benlliure, Prehistoria, Xàtiva, Elche y la Alcudia, Alicante, Segorbe.
- «Pentalogía»: Furs, Consolat de mar, Repartiment, Feyts, Privilegis de València.
- «Pintores valencianos»: Sorolla, Pinazo, Mompó, Michavila, Genaro Lahuerta, Arcas, Lozano.
- «Escultores y artistas valencianos»: Octavio Vicent, Sacramento, Edeta, Edo, Mestre, Furió.
- Historia de la cerámica valenciana (4 vol.)
- Historia de la medicina valenciana (3 vol.)
- «Homenaje a Blasco Ibáñez» (4 vol.)

## Cargos y nombramientos
- Presidente del Club de Marketing de Valencia.
- Presidente y fundador del Museo Nacional de la Imprenta y de la Obra Gráfica.
- Presidente de la Muestra Internacional de Artes Gráficas (FMI Valencia).
- Presidente de la Asociación Valenciana de Editores.
- Vicepresidente de la Asociación de Industriales Gráficos de Valencia.
- Miembro del Sales & Marketing Executives International.
- Miembro de la International Adversiting Association.
- Miembro del Pleno de la Cámara de Comercio, Industria y Navegación de Valencia.
- Miembro del Comité Ejecutivo de la Feria Muestrario Internacional (FMI Valencia).
- Vicepresidente de los certámenes feriales DIPA e INTERARTE (FMI, Valencia).
- Miembro fundador del Club de la Publicidad de Valencia.
- Miembro del Skal Club (Valencia Atracción – Turismo Valencia Convention Bureau).
- Gran Comendador de la Real Orden de Caballeros de Santa María del Puig.
- Miembro de la Asociación Magistral de Gastronomía.
- Miembro de la Confrérie des Chevaliers du Tastevin del château Duclos de Vougeot (Dijon, Francia).
- Past-President del Rotary Club de Valencia (Paul Harris Felow).
- Fundador del Club Rotary Mediterráneo (New Club Award).
- Senador de la Sociedad Internacional Gutenberg (Maguncia, Alemania).
- Miembro del Comité Ejecutivo (Presidium) de la Sociedad Internacional Gutenberg (Maguncia, Alemania).
- Miembro de la Sociedad Internacional de Bibliofilia Maximilian (Hamburgo, Alemania).
- Académico correspondiente de la Real Academia de Bellas Artes de San Carlos de Valencia.
- Académico de número de la Real Academia de Cultura Valenciana.

## Reconocimientos
- «Almena de Márketing» del Club de Economía y Dirección.
- «Prócer de Valencia» de la Facultad de Derecho de la Universidad de Valencia (Promoción 1975-1980).
- «Cónsul Honorario» del Consulado de la Lonja de Valencia.
- «Premio Cavanilles» de la Asociación de Periodistas de Turismo de Valencia.
- «Premio Valencia de Artes Gráficas» de la Diputación de Valencia.
- «Premio Nacional de Artes Gráficas» de Graphispag (Barcelona).
- «Premio de Artes Gráficas José Roig Otto» (Barcelona).
- «Premio José María Henche Villamide» (Madrid).
- «Primer premio» del Certamen de Impresión Creadora «El Arte tipográfico» (Filadelfia-EE. UU.).
- «Primer premio» de la North American Publishing (Nueva York-EE. UU.).
- «Mención Honorífica» en el Internationale Senefelder-Stiftung de Offenbach (R.F.A.).
- «Mención Honorífica al Libro Mejor Editado» en el Certamen Feliche Felichiano (Verona, Italia) a su editorial Asociación de Coleccionistas de Arte, por El Palio de Siena de Alessandro Falassi y Eduardo Arroyo.
- «Premio al Libro Mejor Editado» en 1990 del Ministerio de Cultura (Madrid-España) a su editorial Vicent García Editores, por el facsímil del manuscrito Atlas de Historia Natural de Felipe II, Jardín de Cámara o Códice Pomar.
- «Premio Gutenberg 1992» de la Sociedad Internacional Gutenberg y la ciudad de Maguncia (Alemania).
- «Medalla del certamen ferial Graphispag 1992» (Barcelona).
- «Medalla de plata al Mérito» en 1998 de la Cámara Oficial de Comercio, Industria y Navegación de Valencia.
- «Medalla de oro» de la Asociación de Industriales Gráficos de Valencia y Provincia.
- «Cruz al Mérito Civil» del Gobierno de Alemania en 2003.

## Exposiciones
- «Expolibri 2000», en la Biblioteca Nacional de España (Madrid), acogió en 2000 una exposición organizada por la Asociación Gremial de Empresarios de Artes Gráficas y Manipulados de Papel de Madrid donde seleccionaron los mejores libros del siglo XX; Vicent García Editores fue representada con nueve títulos.
- En 2001, la Sociedad Internacional Gutenberg (Maguncia, Alemania) dedicó la exposición de su 100 Aniversario a la obra editada por Ricardo J. Vicent.
- En 2003 la Universidad de Alcalá de Henares y el Centro de Estudios Cisnerianos (Alcalá de Henares, Madrid, (España) realizaron la exposición «Pasión por los libros», en el Palacio Laredo, dedicada a la obra de Vicent García Editores.
- Exposición permanente de la obra de Vicent García Editores en el Museo Nacional de la Imprenta y el monasterio de Santa María del Puig, Valencia, (España).